# Dax (Automarke)
Dax ist eine britische Automarke, die seit 1979 vertrieben wird.

## Beschreibung
Nacheinander gab es verschiedene Hersteller. DJ Sportscars International Limited aus Enfield in Middlesex existierte vom 23. Dezember 1977 bis zum 31. Mai 2016. Dax Sports Cars Limited aus Sidcup in Kent gab es von 6. März 2014 bis zum 4. Mai 2019. 427 Motor Co Ltd aus Upminster in Essex existierte vom 10. April 2015 bis zum 12. September 2019. Aktueller Hersteller ist JK Sports Cars Ltd aus North Weald in Epping, gegründet am 28. Juli 2017.
Das erste Unternehmen begann 1979 mit der Produktion von GFK-Teilen und war dann der erste britische Hersteller, der ein Kit Car im Stile des AC Cobra herstellte.
Zwischen 1984 und 1986 setzte Dax die Produktion von Embeesea Kit Cars fort. Im Angebot standen die Modelle Embeesea Charger und Embeesea Charger 2.

## Modelle

### Tojeiro / 427

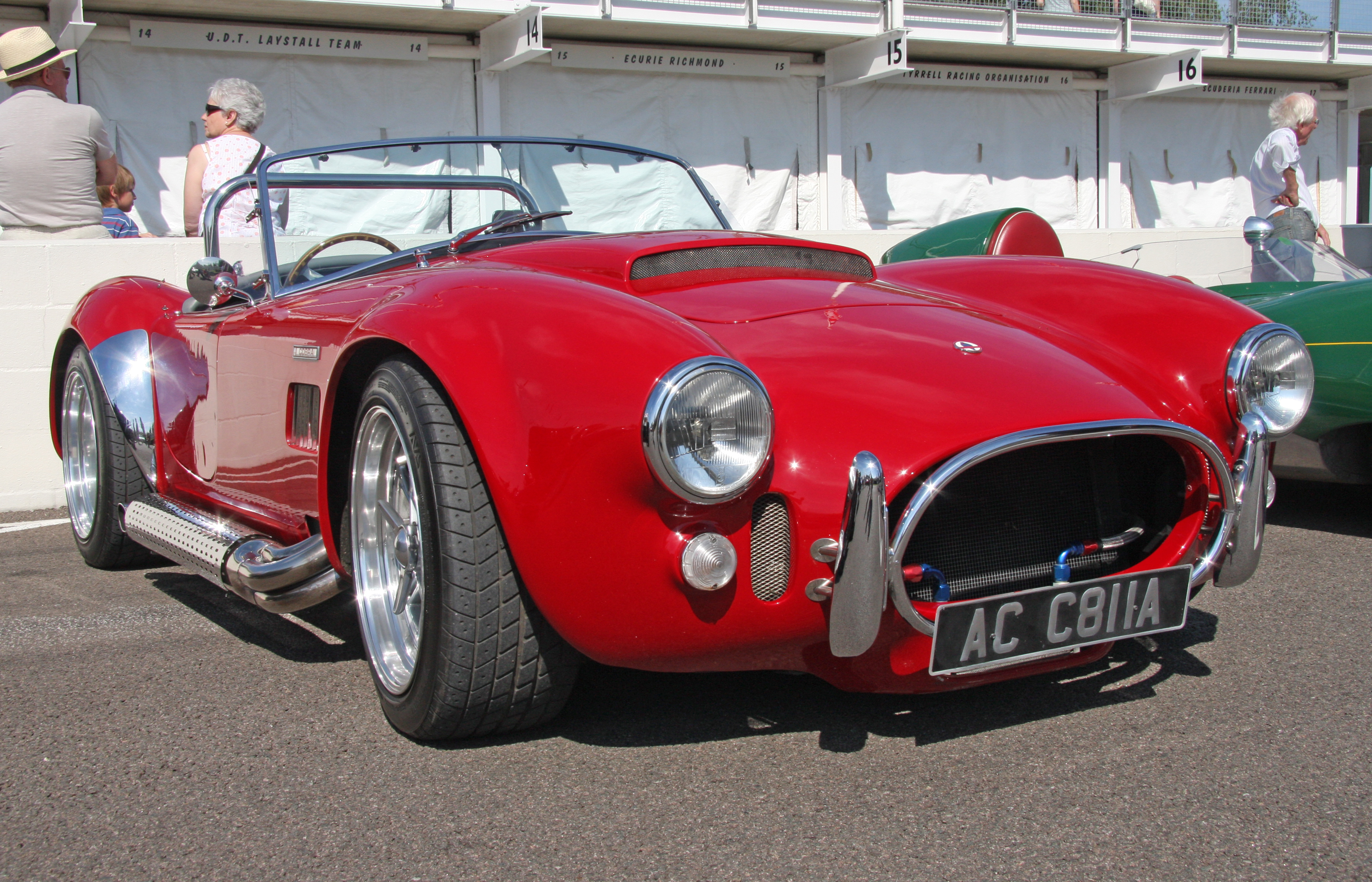
Dax Tojeiro

1985 wurde John Tojeiro, der Konstrukteur des AC-Ace-Fahrwerks, Direktor der Gesellschaft und der Wagen wurde in Dax Tojeiro umbenannt. Der Tojeiro wurde beständig weiterentwickelt und 2008 gab es ihn mit verschiedenen hinteren Radaufhängungen und den meisten US-amerikanischen V8-Motoren sowie allen Jaguar-Motoren einschließlich des V12. Es gibt ihn mit mechanischem oder automatischem Getriebe und auch mit Servolenkung. Auch kann auf Wunsch Lederausstattung gewählt werden.

### Rush

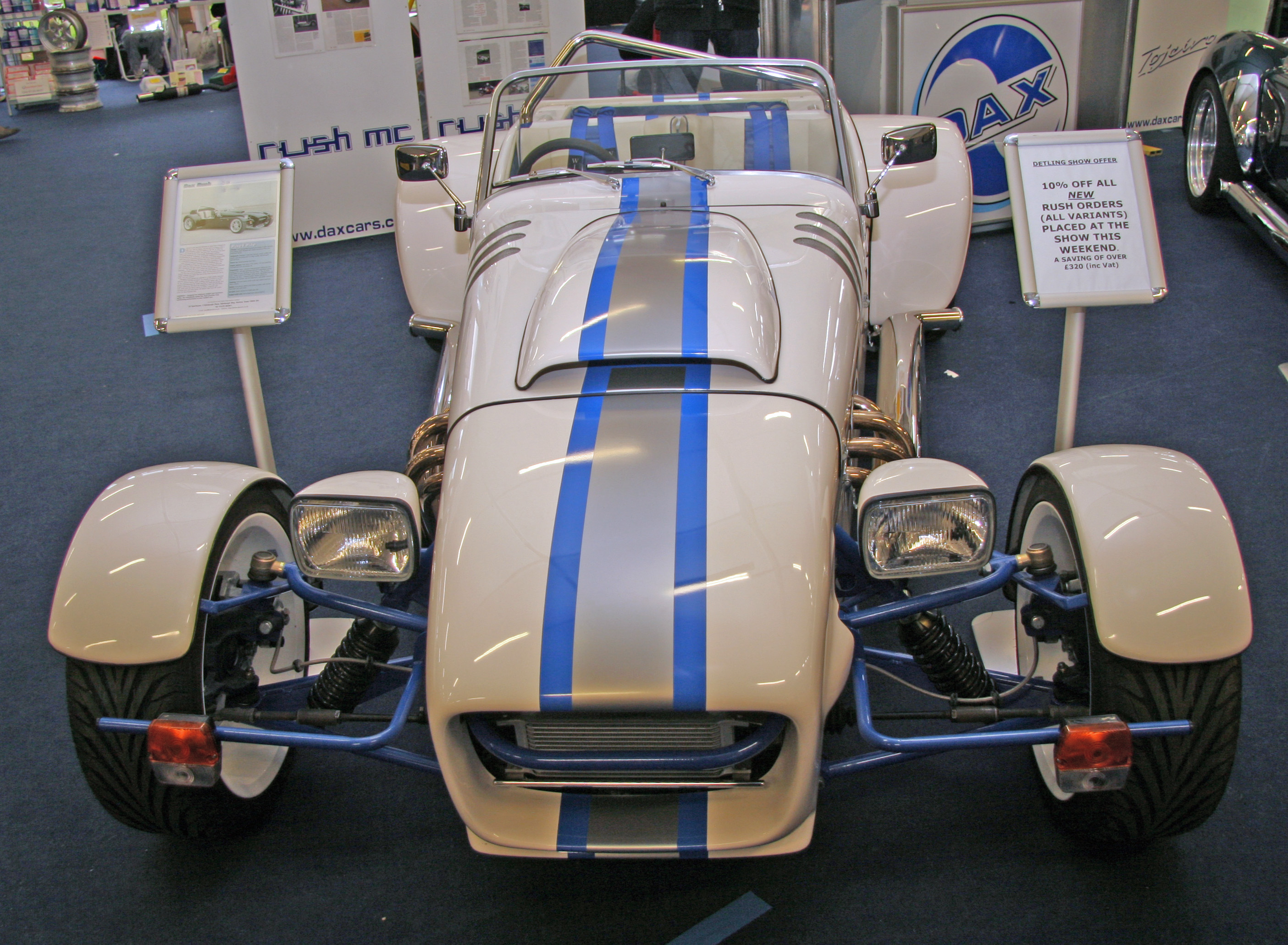
Dax Rush

Die Firma stellt auch den Rush her, ein Wagen nach dem Vorbild des Lotus Seven. Das Kit Car basiert auf dem Ford Sierra und sogar der Allradantrieb des Sierra 4x4 kann eingesetzt werden. Für extreme Leistungswünsche gibt es große V8-Motoren. Der Rush MC ist eine erleichterte Version für den Einsatz von Motorradmotoren, z. B. Hayabusa (+Turbo).

### 40

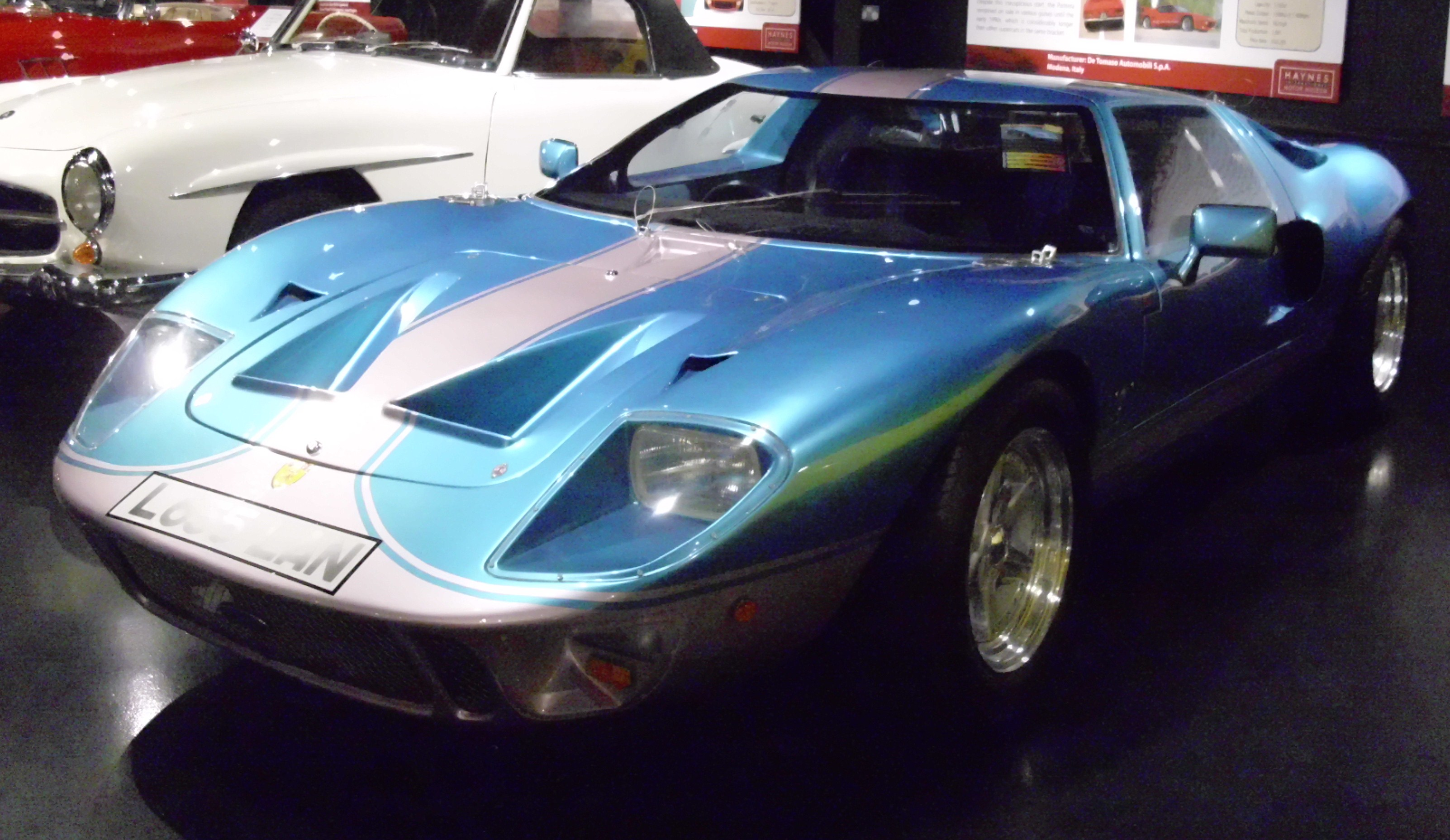
Dax 40

Vom 40, einer Nachbildung des Ford GT 40, entstanden zwischen 1987 und 1994 etwa 40 Exemplare.

### Californian
Der Californian kam 1985 heraus, sah dem Porsche 356 ähnlich und basierte auf Komponenten des VW Käfer.

### Nevada
Der Nevada war ein Geländefahrzeug mit Rohrrahmen-Spaceframe und VW-Käfer-Motor, den es ab 1985 gab.